# Centaurea susannae
Centaurea susannae — вид квіткових рослин родини айстрових (Asteraceae). Ареал: Португалія.
Видовий епітет вшановує доктора Альфонсо Сусанну, хорошого друга та чудового знавця роду Centaurea.

## Морфологічний опис
Багаторічна трав'яниста рослина, зелена. Стебла до 50 см заввишки, прямовисні або висхідні, зазвичай гіллясті від основи. Листки розміром до 120 × 50 мм, зменшуються до верхівки, ліроподібно-перистороздільні або ліроподібно-перистороздільні, з 1–3 парами бічних часток, трикутних або яйцеподібних, а кінцева частка — яйцевидно-ланцетні, гострі. Квіткова голова гомогамна, з нейтральними зовнішніми квітками, а центральні — двостатевими, поодинокими, кінцевими, сидячими, оточеними, а іноді й перевищеними верхніми листками. Обгортка 15–20 × (9)11–18 мм, яйцеподібна, кругла в основі, гола. Віночок безплідних квіток довжиною 17–23 мм, голий; трубка білувата; кінцівки пурпурні або яскраво-рожеві, з (3)4(5) частками, ланцетні або лінійно-ланцетні, непомітно сосочково-залозисті. Віночок двостатевих квіток довжиною 16–20 мм; трубка білувата; кінцівка довжиною 9-11 мм, білувата біля основи і рожево-пурпурова до верхівки, з 5 частками, лінійними, малопомітними папілозно-залозистими. Пиляки 6–9 мм завдовжки, фіолетові. Сім'янки 3,5–4,5 × 1,9–2,5 мм, злегка стислі, в розрізі еліптичні, жовтуваті; подвійний папус. 

## Екологія
Centaurea susannae є ендеміком західного та південно-західного узбережжя Португалії, на сьогоднішній день відомий лише в околицях Кабо-де-Сан-Вінсенте та Сагреш (Віла-ду-Бішу, провінція Алгарве) та Кабо-да-Рока та Кашкайш (провінція Естремадура). У всіх відомих популяціях цей вид росте в чагарниках на вапняку, у прибережних продуваних вітрами середовищах, а також на нерухомих морських пісках, на висотах 30–100 метрів, цвіте з квітня по червень.